# Phyllonorycter nevadensis
Phyllonorycter nevadensis là một loài bướm đêm thuộc họ Gracillariidae. Nó được tìm thấy ở Tây Ban Nha.
Ấu trùng ăn Adenocarpus decorticans. Chúng ăn lá nơi chúng làm tổ. They create a lower-surface tentiform mine. Pupation takes place withtrong mine.